# Голова Горгони
Голова Горгони (рос. Голова Горгоны) — радянський художній фільм 1986 року, знятий на Кіностудії ім. М. Горького.

## Сюжет
Початок 20-х років. На Північному Кавказі банда під керівництвом «Голови Горгони» готує контрреволюційний заколот. Червоноармієць Свєтлов, повертаючись з фронту додому, стає жертвою напавших на нього бандитів і опиняється в госпіталі, самому центрі білогвардійської змови.

## У ролях
- Сергій Варчук — Сергій Свєтлов
- Аріадна Шенгелая — Анна Федорівна Самборська
- Ігор Лєдогоров — Андрій Вікторович Луконін
- Надія Євдокимова — Олена Луконіна
- Юрій Назаров — Яків Баград
- Вацлав Дворжецький — Акулов, доктор
- Володимир Кенігсон — Микола Олександрович Лавров (озвучив Костянтин Ніколаєв)
- Данило Нетребін — отаман Конар
- Олександр Январьов — Мавлютов
- Тину Саар — Городецький (озвучив Леонід Бєлозорович)
- Олександр Бєлявський — Гаврило Максимович Зуйко, білогвардійський диверсант
- Микола Волков — Єгор Савелійович, козак (озвучив Володимир Ферапонтов)
- Інга Будкевич — Зіна
- Марина Гаврилко — Поліксена
- Григорій Мануков — Ідрис/Георгій
- Володимир Правдін — Русанов (озвучив Андрій Тарасов)
- Любов Пряхина — Настя
- Артур Ніщонкін — Герасименко
- Леонід Реутов — бандит
- Алевтина Румянцева — дружина козака Єгора
- Сергій Чекан — син Єгора
- Костянтин Лабутін — дід
- Віктор Брежнєв — епізод
- Михайло Бочаров — фотограф
- Ігор Копченко — червоний командир
- Юрій Боровиков — епізод
- Анатолій Ходюшин — епізод
- Вадим Медведєв — епізод
- Юрій Ковач — епізод
- Сергій Головкін — епізод
- Віктор Мамаєв — провідник
- Віталій Яковлєв — чекіст

## Знімальна група
- Режисер — Юрій Мастюгін
- Сценаристи — Віктор Пономарьов, Валентина Пономарьова
- Оператор — Олександр Масс
- Композитор — Олександр Журбін
- Художник — Олег Краморенко